# إيرل جونز
إيرل جونز (بالإنجليزية: Earl Jones )‏ (و. – م) هو سياسي، من الولايات المتحدة الأمريكية، هو عضوٌ في الحزب الديمقراطي الأمريكي.

## مناصب
تولى منصب عضو مجلس نواب ولاية كارولينا الشمالية.